# Luísa Reuss de Schleiz
Luísa Reuss de Schleiz (3 de julho de 1726 - 27 de maio de 1743) foi uma condessa Reuss do ramo de Schleiz. Por casamento tornou-se por duas vezes duquesa de Saxe-Gota-Altemburgo.

## Biografia
Luísa era filha do conde Henrique I Reuss de Schleiz e da sua esposa, a condessa Juliana Doroteia de Löwenstein-Wertheim.
Casou-se pela primeira vez no dia 27 de maio de 1743, quando tinha dezasseis anos de idade, com o duque Cristiano Guilherme de Saxe-Gota-Altemburgo, nono filho do duque Frederico II de Saxe-Gota-Altemburgo e da sua esposa, a princesa Madalena de Anhalt-Zerbst. O casal não teve filhos e Cristiano morreu em 1748, deixando Luísa viúva aos vinte-e-dois anos de idade.
Menos de quatro anos depois, no dia 6 de janeiro de 1752, Luísa casou-se com o irmão mais velho do seu falecido marido, o duque João Augusto de Saxe-Gota-Altemburgo. Deste casamento nasceram quatro filhos, dos quais apenas as duas filhas chegaram à idade adulta. Através da sua filha mais nova, Luísa é uma antepassada da actual família real britânica.
Luísa morreu na cidade de Stadtroda no dia 28 de maio de 1773, com quarenta-e-seis anos de idade.

## Descendência
1. Augusta de Saxe-Gota-Altemburgo (30 de novembro de 1752 – 28 de maio de 1805), casada com o príncipe Frederico Carlos de Schwarzburg-Rudolstadt; sem descendência.
2. Filho natimorto (11 de novembro de 1753).
3. Filho natimorto (27 de dezembro de 1754).
4. Luísa de Saxe-Gota-Altemburgo (9 de março de 1756 – 1 de janeiro de 1808), casada com o grão-duque Frederico Francisco I de Mecklemburgo-Schwerin; com descendência. Antepassada directa da actual família real britânica.